# 松乳菇
松乳菇（学名：Lactarius deliciosus），又名美味松乳菇、松树蘑、松菌、重阳菌、赤初茸等，是乳菇属中最常见的大型蘑菇之一。原产欧洲和北美洲，现已随着松树传入其他区域，可见于松树种植园。
在西班牙赫罗纳附近，它的西班牙名字意思也是松树蘑，因它只分布在野生松树林附近。一般八月底大雨之后，到十月分采收。因为产量很低，价钱昂贵。
意大利古城赫库兰尼姆（今埃爾科拉諾）遗址中有一幅壁画中画了松乳菇。这是体现蘑菇的最古老的艺术作品之一。
在液体培养液中，此菌的菌丝体生产各种脂肪酸以及其它化合物。

## 分类
卡尔·林奈在《植物数制》第二部中描写松乳菇，1753年给它的学名是Agaricus deliciosus,，种类名字deliciosus的意思是美味。据说林奈只是闻到它的香气，猜想它应该是和地中海地区出产的乳菇一样美味。1801年，荷兰菌类学家Christian Hendrik Persoon加名lactifluus。1821年，英国菌类学家Samuel Frederick Gray在The Natural Arrangement of British Plants书中把它移到现在的乳菇属（Lactarius）。

## 外形

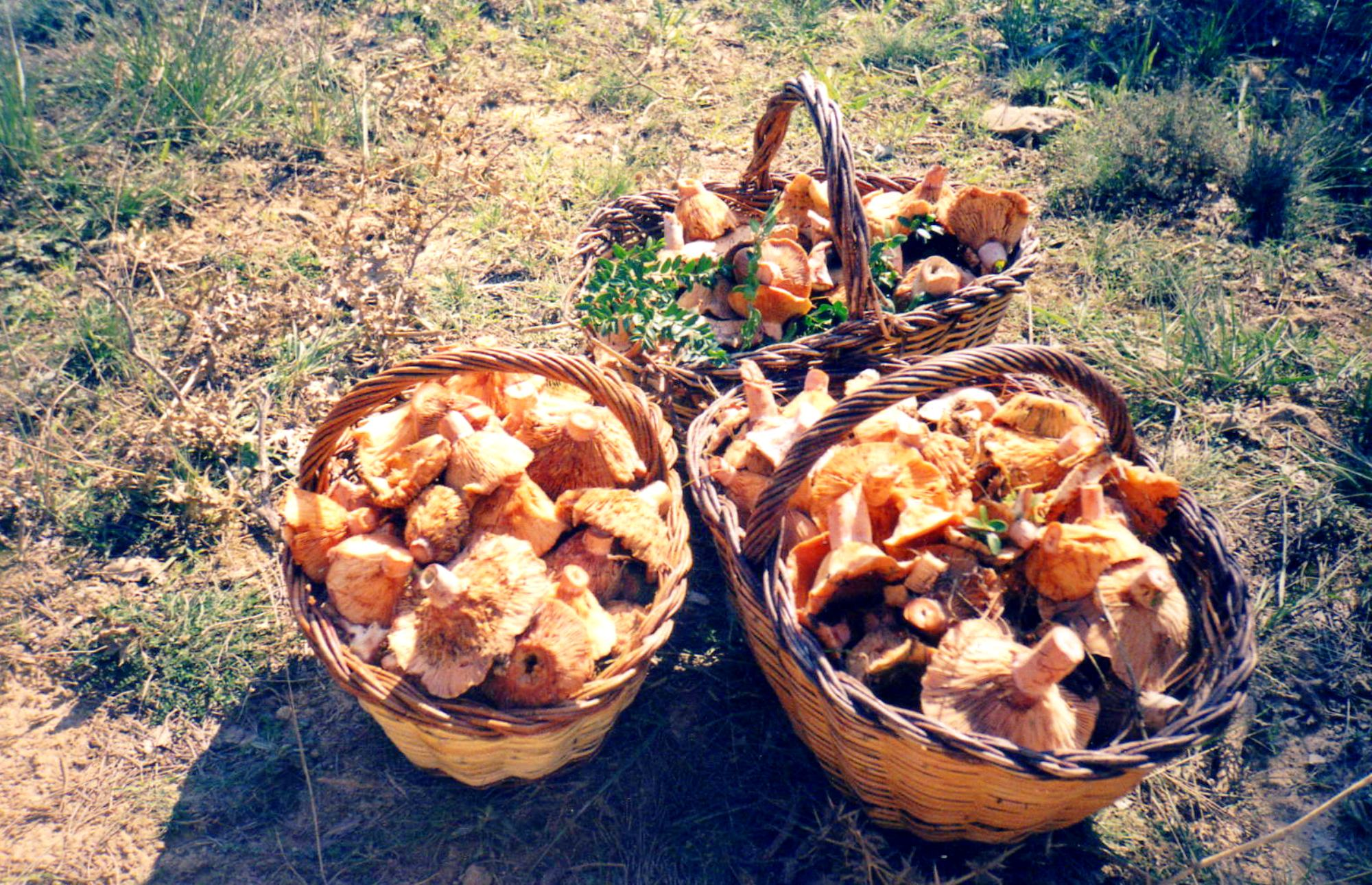
松乳菇

松乳菇是橘红色，扁平，幼小时往里卷。菌伞直径为4-14公分，上面经常有深橘色的圆圈。

## 分布
松乳菇生长在松树下的酸性土。

## 食用

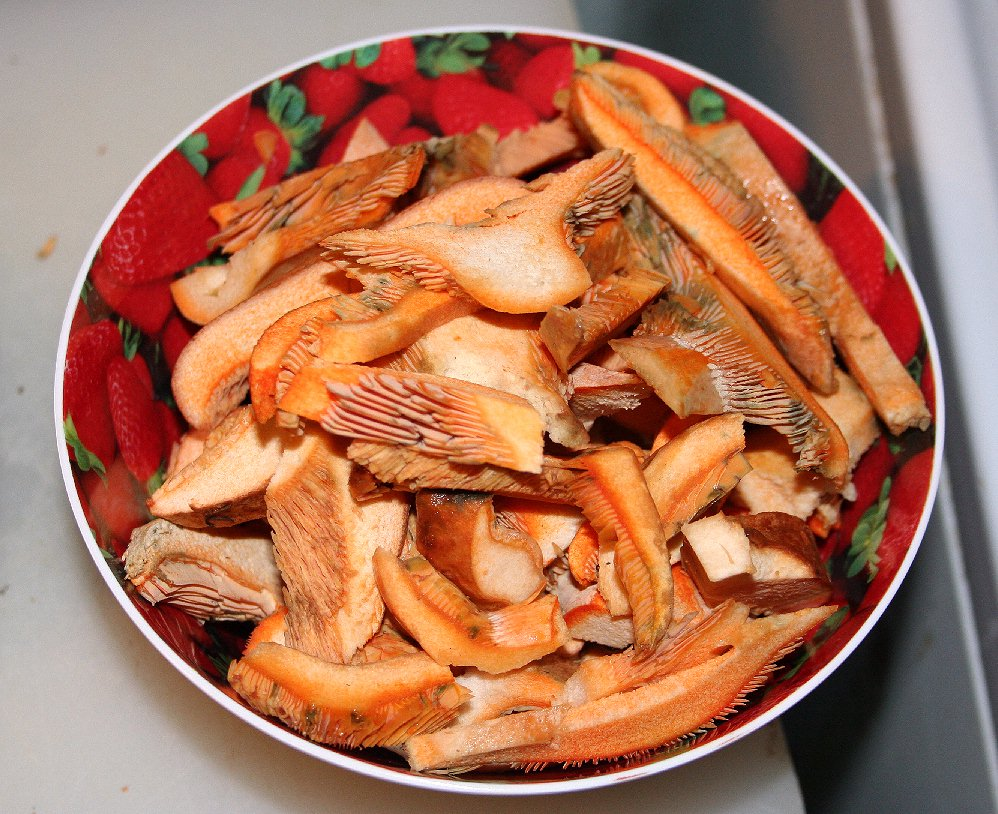
切条的松乳菇，可见边上的橘色乳浆

松乳菇是一种珍贵的真菌，营养价值很高，能强身、益肠胃、止痛、理气化痰、驱虫及治疗糖尿病、抗癌等特殊功效，是中老年人理想的保健食品